# Carla Rebecchi
Carla Rebecchi (n. el 7 de setembre de 1984 a Buenos Aires, Argentina) és una jugadora argentina d'hoquei sobre gespa. Actualment juga en el Club Ciutat de Buenos Aires. Va formar part de la Selecció argentina durant 14 anys. És una jugadora que posseeix una gran capacitat de driblatge, habilitat i efectivitat en les arrossegades de córner curt, com en la seva capacitat de lideratge. Becada per la Secretaria d'Esports de la Nació.

## Trajectòria
En la seva infantesa, va assistir al Col·legi La Salle Florida, en el qual van començar els seus assoliments en l'hoquei. El seu primer club va ser el Club Banc Província per després canviar-se al Club Ciutat de Buenos Aires.
Va tenir una destacada actuació en les finals que va disputar en 2010 amb el seleccionat argentí, marcant un gol davant d'Holanda en la final del Champions Trophy que va acabar amb la victòria del seu equip per 4-2 i anotant un doblet enfront del mateix conjunt europeu en la final de la Copa del Món a Rosario, partit en el qual van tornar a triomfar Las Leonas, en aquest cas per 3 a 1. Becada per la Secretaria d'Esports de la Nació.

### Participacions en Jocs Olímpics
| Any                | Seu             | Resultat          | Partits | Gols |
| ------------------ | --------------- | ----------------- | ------- | ---- |
| Jocs Olímpics 2008 | R.P. de la Xina | Medalla de Bronze | 7       | 4    |
| Jocs Olímpics 2012 | Regne Unit      | Medalla de Plata  | 7       | 4    |
| Jocs Olímpics 2016 | Brasil          | Quarts de final   | 6       | 2    |

### Participacions en Copes del Món
| Mundial              | Seu           | Resultat    | Partits | Gols |
| -------------------- | ------------- | ----------- | ------- | ---- |
| Copa Mundial de 2006 | Espanya       | Tercer lloc | 7       | 1    |
| Copa Mundial de 2010 | Argentina     | Campió      | 7       | 5    |
| Copa Mundial de 2014 | Països Baixos | Tercer lloc | 4       | 3    |

### Participacions en Champions Trophy
| Any                   | Seu        | Resultat    | Partits | Gols |
| --------------------- | ---------- | ----------- | ------- | ---- |
| Champions Trophy 2004 | Argentina  | Tercer lloc | 1       | 0    |
| Champions Trophy 2006 | Níger      | Semifinal   | 5       | 0    |
| Champions Trophy 2007 | Argentina  | Subcampió   | 6       | 2    |
| Champions Trophy 2008 | Alemanya   | Campió      | 6       | 2    |
| Champions Trophy 2009 | Austràlia  | Campió      | 6       | 1    |
| Champions Trophy 2010 | Anglaterra | Campió      | 6       | 2    |
| Champions Trophy 2011 | Níger      | Subcampió   | 5       | 1    |
| Champions Trophy 2012 | Argentina  | Campió      | 6       | 1    |
| Champions Trophy 2014 | Argentina  | Campió      | 6       | 5    |
| Champions Trophy 2016 | Argentina  | Campió      | 6       | 7    |

## Assoliments amb la Selecció argentina
- 2003 - Medalla d'or en el Campionat Sud-americà (Santiago, Xile).
- 2004 - Medalla de bronze en el Champions Trophy (Rosario, Argentina).
- 2005 - Medalla d'or en el Panamericano Junior (San Juan, Puerto Rico).
- 2006 - Medalla de bronze en la Copa del Món (Madrid, Espanya).
- 2006 - Medalla d'or en els Jocs Odesur (Buenos Aires, Argentina).
- 2007 - Medalla de plata en el Champions Trophy (Quilmes, Argentina).
- 2007 - Medalla d'or en els Jocs Panamericans (Rio de Janeiro, Brasil).
- 2008 - Medalla d'or en el Champions Trophy (Mönchengladbach, Alemanya).
- 2008 - Medalla de bronze en els Jocs Olímpics (Pequín, Xina).
- 2009 - Medalla d'or en la Copa Panamericana (Hamilton, Bermudes).
- 2009 - Medalla d'or en el Champions Trophy (Sydney, Austràlia).
- 2010 - Medalla d'or en el Champions Trophy (Nottingham, Anglaterra).
- 2010 - Medalla d'or en la Copa del Món (Rosario, Argentina).
- 2011 - Medalla de plata en el Champions Trophy (Amsterdam, Països Baixos).
- 2011 - Medalla de plata en els Jocs Panamericans (Guadalajara, Mèxic).
- 2012 - Medalla d'or en el Champions Trophy (Rosario, Argentina).
- 2012 - Medalla de plata en els Jocs Olímpics (Londres, Anglaterra).
- 2013 - Medalla d'or en la Copa Panamericana (Mendoza, Argentina).
- 2014 - Medalla de bronze en la Copa del Món (la Haia, Països Baixos).
- 2014 - Medalla d'or en el Champions Trophy (Mendoza, Argentina).
- 2015 - Medalla d'or en la Lliga Mundial (Rosario, Argentina).
- 2016 - Medalla d'or en el Champions Trophy (Londres, Anglaterra).

## Assoliments personals
- 2006 - Millor Jugadora Sub 25 en el mundial d'Espanya.
- 2008 - Integrant de l'Equip dels Estels de la Federació Internacional d'Hoquei.
- 2009 - Millor Jugadora de la Copa Panamericana de Hamilton, Bermudes.
- 2010 - Golejadora de la Copa de la Reina (Club de Camp Vila de Madrid).
- 2010 - Integrant de l'Equip dels Estels de la Federació Internacional d'Hoquei.
- 2011 - Trofeu Eduardo Dualde a la millor jugadora de la Copa de la Reina.
- 2011 - Golejadora de la Copa de la Reina.
- 2011 - Integrant de l'Equip dels Estels de la Federació Internacional d'Hoquei.
- 2013 - Golejadora de la Copa Panamericana de Mendoza, Argentina.
- 2014 - Golejadora del Champions Trophy 2014 de Mendoza, Argentina.
- 2015 - Golejadora de la Lliga Mundial de València, Espanya.
- 2016 - Golejadora del Champions Trophy 2016 de Londres, Anglaterra.